# A. Gunnar Bergman

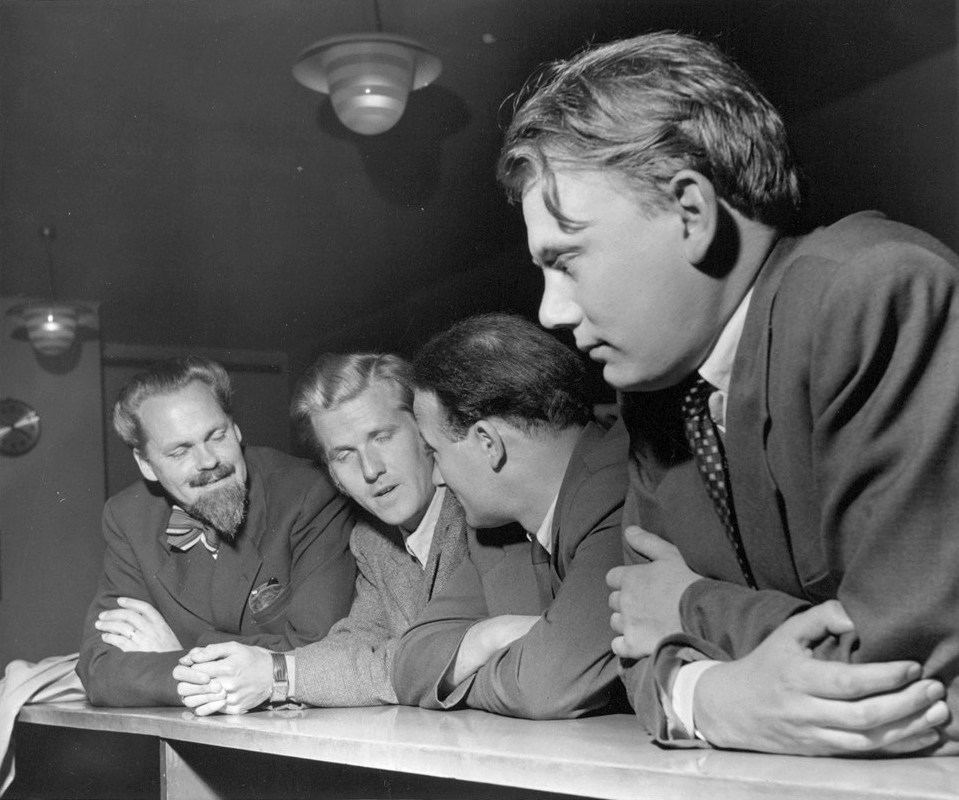
A. Gunnar Bergman (till vänster) i samtal med Josef Halfen, Lennart Wiechel och Lars Forssell i Arbetslaget för svensk scenkonst.

Arnor Gunnar Nial Bergman, känd som A. Gunnar Bergman, född 16 maj 1903 i Bäve församling i Uddevalla, död 13 mars 1967 i Stockholm, var en svensk författare, poet, journalist och redaktör. 

## Biografi
Föräldrar var trädgårdsmästaren Johan Bergman och Emma Bergman. Han var till en början verksam som snickare. Bergman brukar räknas till arbetarförfattarna och var autodidakt likt många andra i genren. Han debuterade i bokform 1935 med diktsamlingen Erfaret. Han medarbetade på bland annat Aftontidningen (kulturredaktör) och Arbetet.
Jan Myrdal gjorde sak, i Ord & avsikt (1986), av att A. Gunnar Bergmans verk makulerats och rensats ut från svenska bibliotek och enbart kunde läsas på Kungliga biblioteket.
Bergman är begravd på Brännkyrka kyrkogård.